# Scottish Premier League (2000/2001)
Scottish Premier League (2000/01) – 105. sezon rozgrywek o Mistrzostwo Szkocji i trzeci pod nazwą – Scottish Premier League. Sezon rozpoczął się 29 lipca 2000, a zakończył – 20 maja 2001 r.

## Podsumowanie
Rozgrywki w sezonie 2000/01 miały zmienioną formułę. Rywalizowało nie 10 klubów, jak dotychczas, a 12. Wprowadzono także pewną innowację do terminarza. Po rozegraniu 33 spotkań (3 mecze „każdy z każdym”) nastąpił podział na grupę mistrzowską i spadkową, w których 6 klubów grało dodatkowe 5 meczów. Nowy format rozgrywek nie wszystkim przypadł do gustu i wywołał sporo głosów krytyki.
Mistrzem kraju został, pod wodzą nowego menedżera – Martina O’Neilla, Celtic F.C., dla którego był to pierwszy tytuł w SPL. The Bhoys zakończyli sezon z 15 punktami nad obrońcami trofeum – Rangers. Do drugiej ligi spadł St. Mirren, który po raz pierwszy występował w najwyższej klasie rozgrywkowej w Szkocji od sezonu 1991/92. Celtic, jako mistrz i Rangers, jako wicemistrz zakwalifikowali się do Ligi Mistrzów, natomiast zajmujący trzecią (Hibernian) i czwartą (Kilmarnock) pozycję – do Pucharu UEFA. Pierwszy raz od 1995 r. Szkocja miała swojego przedstawiciela w Pucharze Intertoto, a był nim Dundee F.C.

## Awanse i spadki po sezonie 1999/00
Awans z First Division do Premier League
- St. Mirren
- Dunfermline Athletic

Spadek z Premier League do First Division
- Nikt – z powodu rozszerzenia liczby drużyn z 10 do 12

## Tabela
| Poz. | Drużyna              | M  | Z  | R  | P  | G+ | G- | G+- | Pkt. | Kwalifikacje/spadki                                     |
| ---- | -------------------- | -- | -- | -- | -- | -- | -- | --- | ---- | ------------------------------------------------------- |
| 1    | Celtic F.C.          | 38 | 31 | 4  | 3  | 90 | 29 | 61  | 97   | Liga Mistrzów UEFA 2001/02 Trzecia runda kwalifikacyjna |
| 2    | Rangers              | 38 | 26 | 4  | 8  | 76 | 36 | 40  | 82   | Liga Mistrzów UEFA 2001/02 Druga runda kwalifikacyjna   |
| 3    | Hibernian            | 38 | 18 | 12 | 8  | 57 | 35 | 22  | 66   | Puchar UEFA 2001/02 Pierwsza runda                      |
| 4    | Kilmarnock           | 38 | 15 | 9  | 14 | 44 | 53 | –9  | 54   | Puchar UEFA 2001/02 Runda kwalifikacyjna                |
| 5    | Hearts               | 38 | 14 | 10 | 14 | 56 | 50 | 6   | 52   |                                                         |
| 6    | Dundee F.C.          | 38 | 13 | 8  | 17 | 56 | 50 | 6   | 47   | Puchar Intertoto UEFA 2001 Pierwsza runda               |
| 7    | Aberdeen             | 38 | 11 | 12 | 15 | 45 | 57 | –7  | 45   |                                                         |
| 8    | Motherwell           | 38 | 12 | 7  | 19 | 42 | 56 | –14 | 43   |                                                         |
| 9    | Dunfermline Athletic | 38 | 11 | 9  | 18 | 34 | 54 | –20 | 42   |                                                         |
| 10   | St. Johnstone        | 38 | 9  | 13 | 16 | 40 | 56 | –16 | 40   |                                                         |
| 11   | Dundee United        | 38 | 9  | 8  | 21 | 38 | 63 | –25 | 35   |                                                         |
| 12   | St. Mirren           | 38 | 8  | 6  | 24 | 32 | 72 | –40 | 30   | Spadek do First Division 2001-02                        |

## Wydarzenia
- 7 kwietnia: Celtic F.C. wygrał ligę po zwycięstwie 1:0 nad St. Mirren[4].

## Najlepsi strzelcy

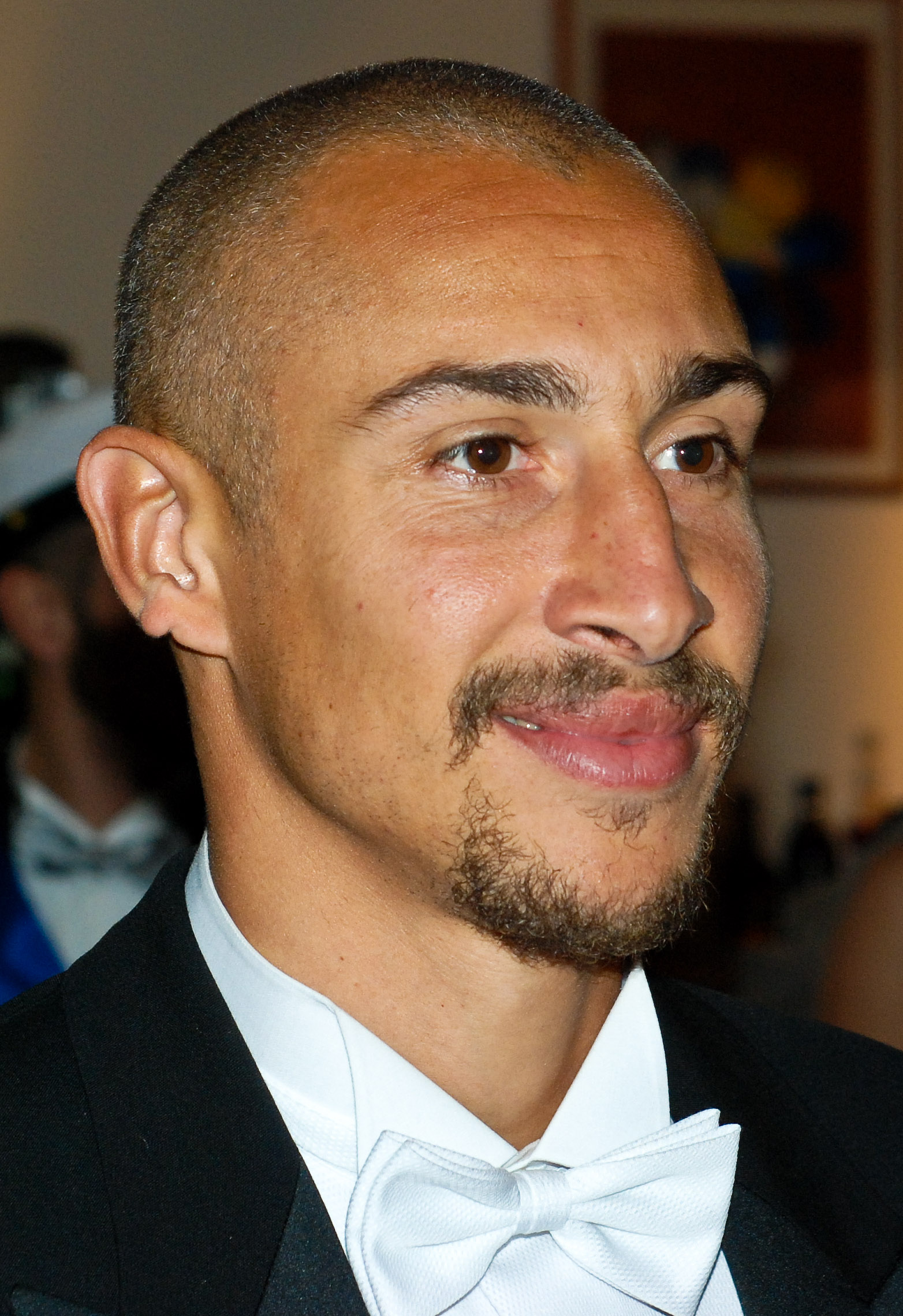
Henrik Larsson – król strzelców w sezonie 2000/01.

| Zawodnik         | Klub          | Bramki |
| ---------------- | ------------- | ------ |
| Henrik Larsson   | Celtic F.C.   | 35     |
| Arild Stavrum    | Aberdeen      | 17     |
| Juan Sara        | Dundee F.C.   | 15     |
| Andy Kirk        | Hearts        | 13     |
| Stuart Elliott   | Motherwell    | 12     |
| Colin Cameron    | Hearts        | 12     |
| Tore André Flo   | Rangers       | 11     |
| Mixu Paatelainen | Hibernian     | 11     |
| Chris Sutton     | Celtic F.C.   | 11     |
| David Zitelli    | Hibernian     | 10     |
| Ricky Gillies    | St. Mirren    | 10     |
| Keigan Parker    | St. Johnstone | 10     |

## Widzowie na trybunach
Średnia liczba widzów na meczach SPL w sezonie 2000/01 jest przedstawiona poniżej:
| Drużyna              | Średnia |
| -------------------- | ------- |
| Celtic F.C.          | 59,369  |
| Rangers              | 47,532  |
| Hearts               | 12,771  |
| Aberdeen             | 12,403  |
| Hibernian            | 10,792  |
| Kilmarnock           | 8,223   |
| Dundee F.C.          | 8,041   |
| Dundee United        | 7,829   |
| Dunfermline Athletic | 6,413   |
| Motherwell           | 6,208   |
| St. Mirren           | 5,838   |
| St. Johnstone        | 5,438   |

## Nagrody
| Miesiąc     | Menedżer                              | Zawodnik                              |
| ----------- | ------------------------------------- | ------------------------------------- |
| Sierpień    | Martin O’Neill (Celtic F.C.)          | Andy McLaren (Kilmarnock)             |
| Wrzesień    | Bobby Williamson (Kilmarnock)         | Henrik Larsson (Celtic F.C.)          |
| Październik | Alex McLeish (Hibernian)              | Mixu Paatelainen (Hibernian)          |
| Listopad    | Billy Davies (Motherwell)             | Barry Ferguson (Rangers)              |
| Grudzień    | Martin O’Neill (Celtic F.C.)          | Barry Ferguson (Rangers)              |
| Styczeń     | Brak nagród z powodu przerwy zimowej. | Brak nagród z powodu przerwy zimowej. |
| Luty        | Martin O’Neill (Celtic F.C.)          | Claudio Caniggia (Dundee F.C.)        |
| Marzec      | Alex Smith (Dundee United)            | Neil Lennon (Celtic F.C.)             |
| Kwiecień    | Tom Hendrie (St. Mirren)              | Antti Niemi (Hearts)                  |
| Maj         | Alex Smith (Dundee United)            | Jörg Albertz (Rangers)                |